# Sarah Hassan
Sarah Hassan (sinh ngày 5 tháng 9 năm 1988) là một nữ diễn viên, người mẫu và người dẫn chương trình truyền hình người Kenya. Cô đã xuất hiện trong hơn một chục bộ phim điện ảnh và phim truyền hình của Kenya. Cô nổi tiếng với vai diễn trong một loại bộ phim hài truyền hình như Citizen, Tahidi High và The Wedding Show.

## Đầu đời
Sarah Hassan sinh ngày 5 tháng 9 năm 1988 tại Mombasa ở Kenya. Cô là đứa con duy nhất của bố mẹ cô.

## Nghề nghiệp
Hassan xuất hiện lần đầu trên truyền hình vào năm 2009 trong chương trình truyền hình Tahidi High với vai diễn Tanya. Đây là một trong những vai diễn đầu trong giai đoạn này, chúng cũng đã đánh dấu bước đột phá của cô đối với ngành công nghiệp điện ảnh ở Kenya. Cô cũng đóng vai chính trong loạt chương trình truyền hình thành công bao gồm các chương trình truyền hình Demigods, Saints và Changes. Sarah lần đầu tiên dẫn chương trình với chương trình múa Đông Phi Sakata Mashariki. Vào năm 2013, cô đã tiếp quản việc dẫn chương trình của Noni Gathoni, The Wedding Show với tư cách là người dẫn chương trình chính cho đến tháng 12 năm 2014. Ngoài việc diễn xuất, cô là người phát ngôn thời trang và đã trở thành đại sứ thương hiệu cho một số sản phẩm thời trang địa phương. Cô hiện đang làm việc tại Los Angeles, California, Hoa Kỳ.